# Kiss Me Quick
〈Kiss Me Quick〉은 엘비스 프레슬리의 1961년 노래다. 정규 앨범 《Pot Luck》에서 초발매되었다. 1962년 영국에서, 1964년 미국에서 싱글로 발매되었다. 엘비스 프레슬리 뮤직 출하에 독 포머스, 모트 셔먼 작곡이다.
녹음일은 1961년 6월 25일, 발매일은 1962년 6월 5일(RCA의 앨범 《Pot Luck》). 영국, 유럽에서 앨범 발매일과 같은 해인 1962년 12월 〈Something Blue〉를 이면으로 RCA 빅터에서 싱글이 발매되었다. 명의는 엘비스 프레슬리와 더 조더네이어스. 유럽에서는 1963년 6월에서 7월까지 8주 동안 1위에 랭크되었다고 한다.
1964년 미국에서 〈Suspicion〉을 이면으로 싱글 발매되었다. 이해 남아프리카, 브라질, 일본에서도 속속 싱글로서 발매되기 시작했다.
1964년 네덜란드에서 4트랙짜리 EP가 발매되었다. 전면에는 〈Kiss Me Quick〉, 〈Night Rider〉가, 이면에는 〈Joshua Fit the Battle〉, 〈Judy〉가 취입된 사양이다. 이 밖에도 많은 엘비스의 컴필레이션과 그 등속들에 취입되어 왔다.
1963년 12월 7일 비틀즈가 BBC의 텔레비전 방송 《주크 박스 주리》에 빈객 출연했을 때, 〈Kiss Me Quick〉에 대한 평을 묻는 차례에 전 멤버가 부정적으로 응답했다. 레논은 특히 엘비스의 이름값으로 히트한 곡이라고 깠다.
1964년 빌보드 싱글 차트에서 34위에까지 올라갔으며, 영국 레코드 월드 29위, 캐나다와 독일에서 3위였다.